# Yasmine Hamdan

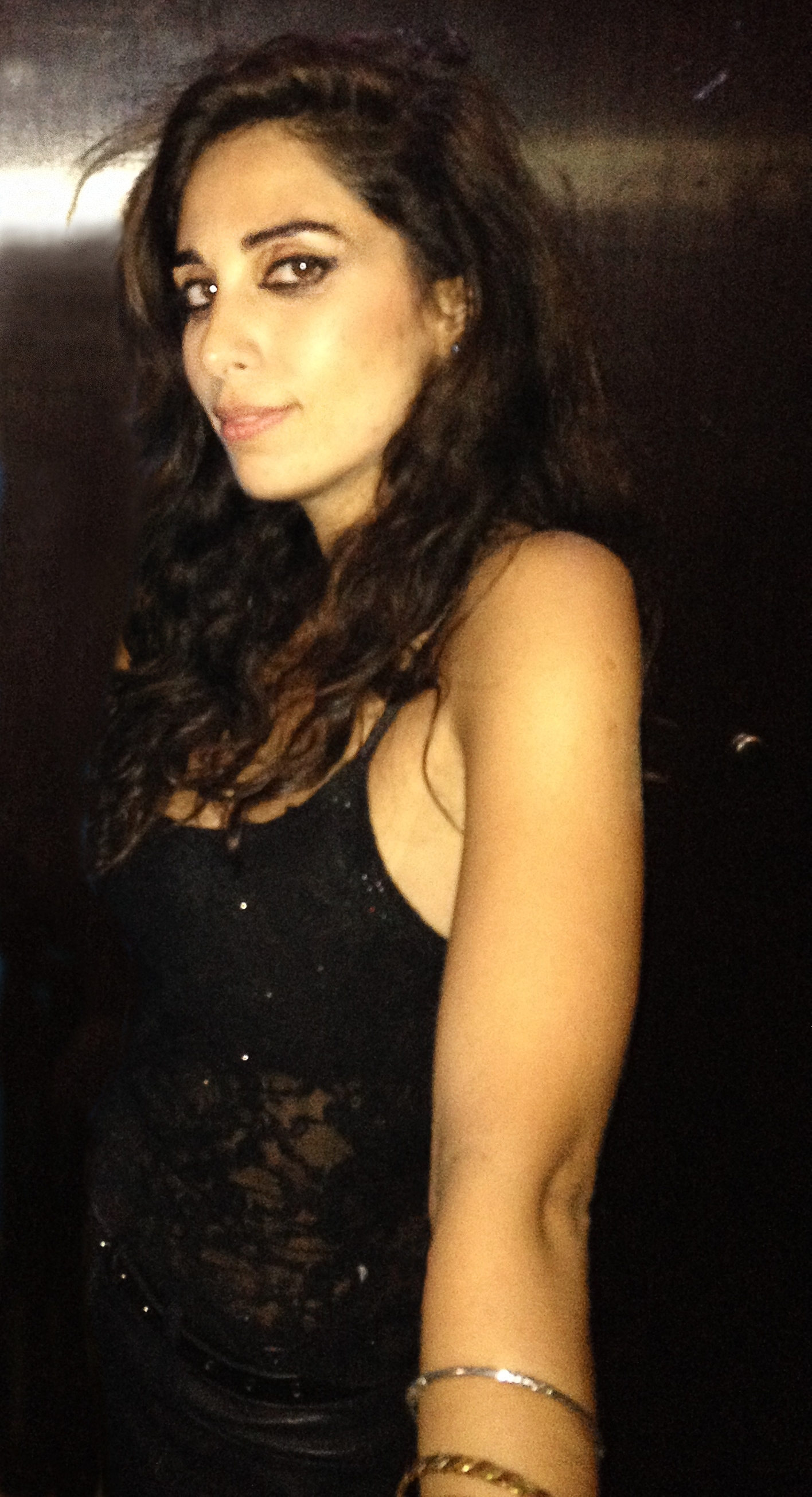
Yasmine Hamdan (2013)

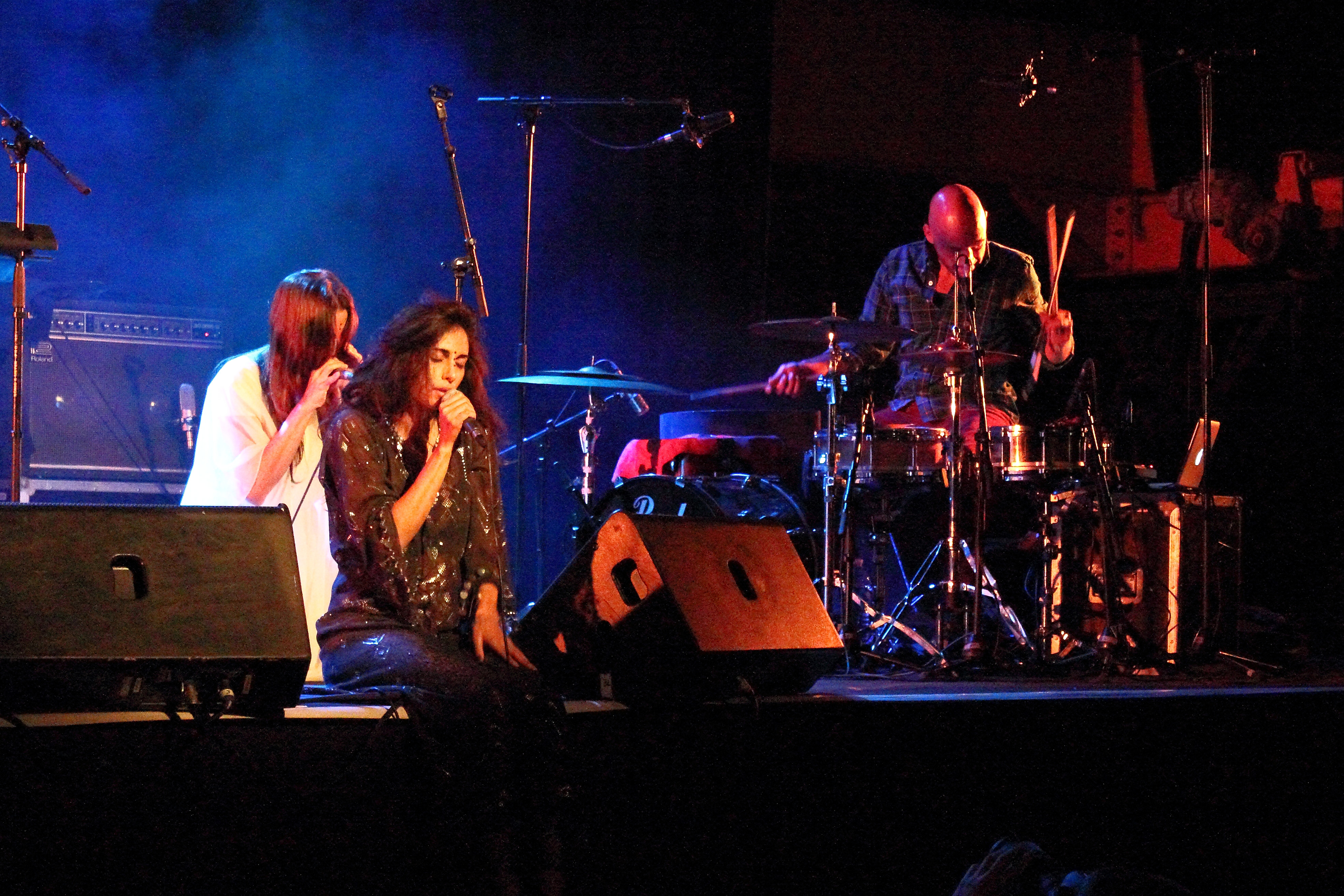
Yasmine Hamdan im Konzert in Carrière de Normandoux (2013)

Yasmine Hamdan (arabisch ياسمين حمدان‎; * 1976 in Beirut) ist eine libanesische Sängerin, Songwriterin und Schauspielerin. Sie hat die erste Independent-Band (Soapkills) des Nahen Ostens gegründet und wurde durch diese zunächst „Underground-Ikone Libanons“ und dann in der gesamten arabischen Welt bekannt. Ihre Zusammenarbeit mit dem Madonna-Produzenten Mirwais unter dem Namen Y.A.S. sowie mit den Weird-Folk-Schwestern von CocoRosie brachten ihr Anerkennung in Europa und den USA.

## Leben und Werk
Aufgrund des Bürgerkriegs verbrachte Yasmine Hamdan mit Geschwistern und Eltern ihre ersten 15 Lebensjahre zwischen Beirut, Kuwait, Abu Dhabi und Griechenland. Nach der Rückkehr gründete sie noch als Schülerin im Oktober 1997 zusammen mit Zeid Hamdan die Band Soap Kills. Der Name war eine sarkastische Anspielung darauf, wie die Libanesen die blutige Vergangenheit „abwaschen“ wollten. Yasmine Hamdan sang und schrieb die Lieder damals in Englisch und Arabisch. Mit Trip-Hop, elektronischen Rhythmen und traditionellen arabischen Klängen generierte sie ein neues Genre. Die sehr strengen, technischen Normen des arabischen Gesangs ersetzt Yasmine Hamdan durch Emotionen, die sie über Inhalte, verschiedene arabische Dialekte und nicht zuletzt in ihrer Performance vermittelt.
Besonders die traditionellen arabischen Lieder der 1940er, 1950er und 1960er Jahre hatten es ihr angetan. Sie sieht keine Trennung zwischen „westlicher Musik“ und der arabischen Musik, mit der sie aufwuchs. Besonders Künstlerinnen wie Asmahan oder Aisha Al Marta haben sie inspiriert. Yasmine Hamdan versucht mit ihrer Musik die Tradition wieder zu beleben, sie aber zugleich in Frage zu stellen. Zitat: „Auf der anderen Seite wurde mir klar, was mir an der Kultur, die mich geprägt hat, gefällt: der Humor, das Verschmitzte, das Sinnliche und Lebensfrohe, das sich darin ausdrückt und sich zugleich hinter einem Schleier aus Metaphern verbirgt. Etwas sagen und zugleich nicht zu sagen, das ist sehr arabisch!“
Yasmine Hamdan hat einen Abschluss in Psychologie, belegte Kurse in klassisch-arabischem Gesang, spielt Gitarre und beherrscht arabischen Tanz. Sie lebt mit ihrem Mann, dem palästinensisch-israelischen Filmemacher Elia Suleiman, in Paris.

## Auszeichnungen
- 2014 Chevalier des Arts et des Lettres, verliehen vom französischen Kulturminister[6]

## Diskografie
mit Soap Kills:
- 1999: Bater
- 2001: Cheftak
- 2005: Enta Fen
- 2015: The Best of Soapkills

mit Y.A.S.:
- 2009: Arabology (Production 50/50, Label AZ, Universal France)

Solo-Alben:
- 2012: Yasmine Hamdan (Kwaidan Records; 2013 verändert und als Ya Nass erneut veröffentlicht)
- 2017: Al jamilat
- 2018: Jamilat Reprise

Solo-Singles:
- 2013: Aleb
- 2013: Deny
- 2013: Hal
- 2013: Shouei
- 2013: Beirut
- 2017: La Ba'den
- 2017: Douss
- 2018: Café (mit Acid Arab)

## Filmmusik

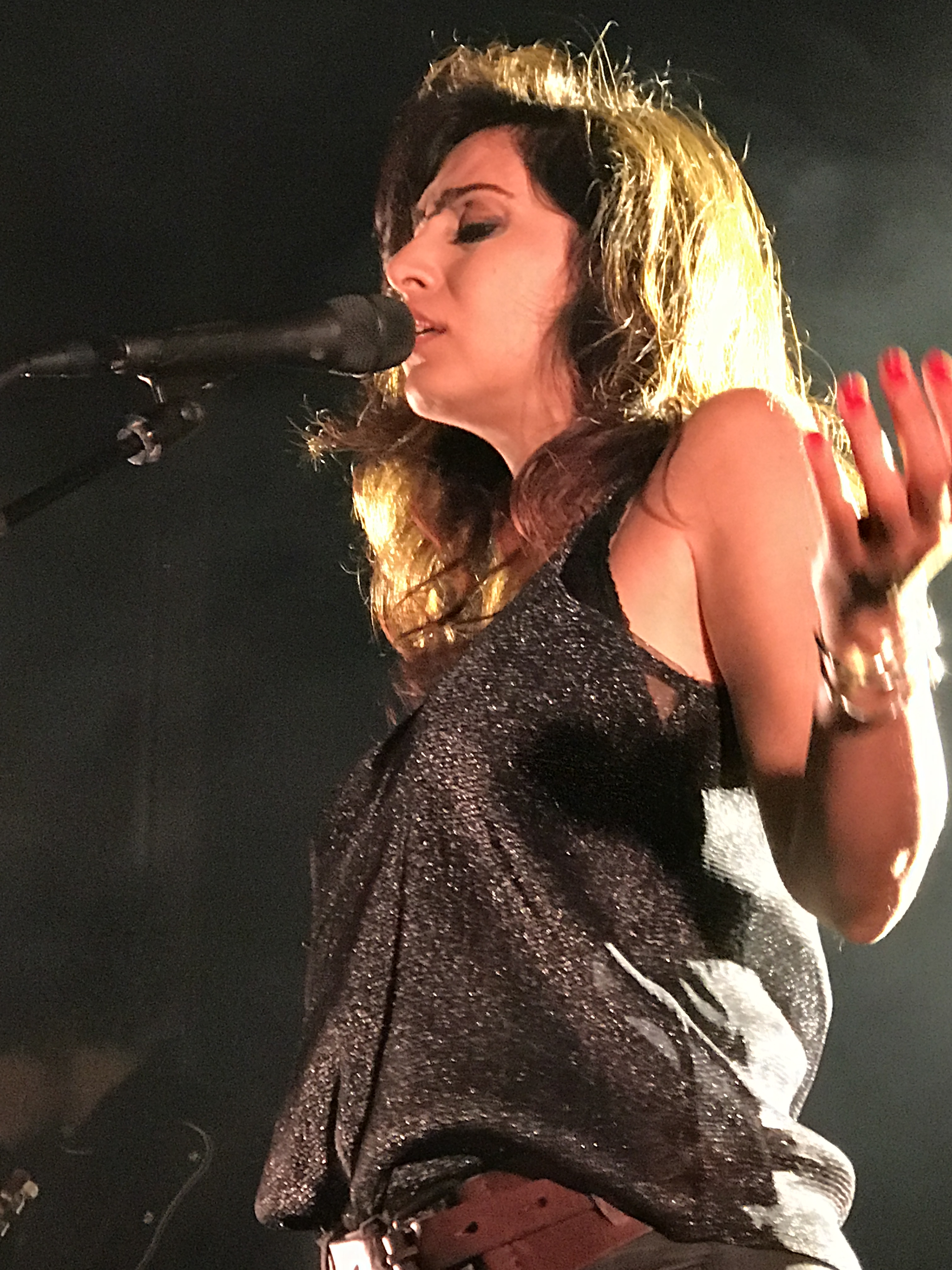

- 2002: Terra Incognita, von Ghassan Salhab, Cannes 2002
- 2002: Intervention Divine, von Elia Suleiman
- 2002: Aux Frontières, von D. Arbid, Dokumentation (ARTE, RTBF, CBF)
- 2003: Cendres, von K.Jreij und Joana Hadjithomas
- 2005: A Perfect Day, von K.Jreij und Joana Hadjithomas
- 2007: What a Wonderfull World, von F. Bensaid
- 2009: Le Temps qu'il reste (The Time That Remains), von Elia Suleiman
- 2013: Only Lovers Left Alive, von Jim Jarmusch, in dem Yasmine Hamdan in einer kleinen Rolle sich selbst spielt
- 2014: Tatort: Der Wüstensohn, von Rainer Kaufmann (Tatort-Folge 916)

Yasmine Hamdan schrieb die Musik für das Theaterstück Rituel pour une Metamorphosi des syrischen Dramatikers Saadallah Wannous in der Aufführung für die Comédie-Française.